# Inferno (novel·la de Strindberg)
Inferno és una novel·la autobiogràfica de l'autor suec August Strindberg, publicada el 1897. Narra la residència de l'autor a París, on, lluny de la seva família i dels amics d' Estocolm, Strindberg es dedica a l'estudi obsessiu de l'alquímia, l'ocultisme i el swedeborgisme.
El narrador dona mostres d'un paranoia aguda i pateix freqüents deliris de persecució. Malgrat les conegudes neurosis de Strindberg, alguns dels trastorns que s'atribueix ell mateix a Inferno són de dubtosa veracitat, potser exagerats o inventats per a major dramatisme de l'obra.
Escrit en francès, el llibre prové en gran part d'un diari íntim que Strindberg va mantenir entre 1896 i 1908, enmig d'una crisi personal que es nodria per igual d'obsessions metafísiques, problemes financers i conflictes conjugals. El text es va publicar sencer el 1963 sota el títol de Ockulta dagbocken ("el Diari ocult").
En català, Inferno es va publicar per primera vegada el 2022 per Edicions del Cràter, amb traducció d'Oriol Ràfols Grifell.